# Macropsis fumipennis
Macropsis fumipennis är en insektsart som beskrevs av David D. Gillette och Baker 1895. Macropsis fumipennis ingår i släktet Macropsis och familjen dvärgstritar. Inga underarter finns listade i Catalogue of Life.